# Revolução de 43
A Revoluçaõ de 43 (também conhecida como Revolução Argentina de 1943, Revolução de Junho ou Revolução de 43) foi um golpe de Estado ocorrido em 4 de junho de 1943 que pôs fim ao governo de Ramón Castillo, que havia sido eleito fraudulentamente para o cargo de vice-presidente antes de assumir a presidência em 1942, durante o período conhecido como a Década Infame.
Os militares se opunham ao governador Robustiano Patrón Costas, sucessor escolhido por Castillo, grande proprietário de terras na província de Salta e principal acionista da indústria açucareira. A única resistência significativa ao golpe militar veio da Marinha Argentina, que enfrentou as colunas do Exército na Escola de Mecânicos da Armada. 
A ditadura convocou eleições gerais em 1946, que resultaram na vitória de seu antigo vice-presidente, deposto em outubro de 1945, Juan Domingo Perón, como presidente constitucional em 4 de junho de 1946. Em 1946, Perón escolheu o dia 4 de junho para tomar posse como forma de homenagear o golpe de 1943.

## Antecedentes

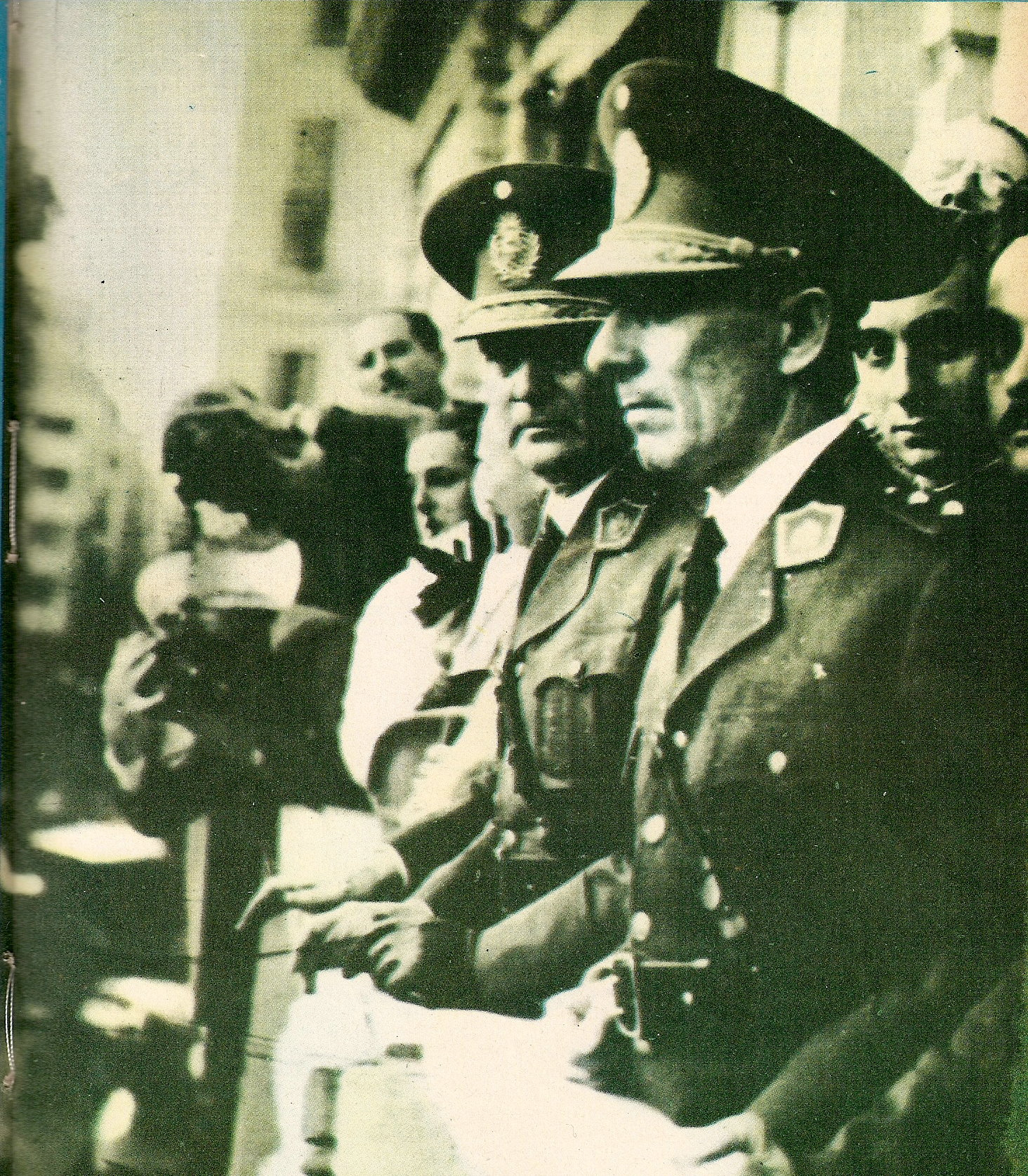
Os generais Arturo Rawson e Pedro Pablo Ramírez cumprimentam uma multidão na Plaza de Mayo no dia do golpe.

A Década Infame iniciou-se com o golpe de 1930, quando o general José Félix Uriburu depôs o presidente constitucional Hipólito Yrigoyen, do partido União Cívica Radical. O novo regime instaurou a prática dos governos de facto e se apoiou em fraudes eleitorais e alianças conservadoras, conhecidas como Concordância. Esse período coincidiu com uma crise econômica mundial, à qual a Argentina respondeu com políticas protecionistas e incentivo à substituição de importações, promovendo o início de sua industrialização.
Ao longo da década de 1930, a influência britânica foi dominante na economia argentina, especialmente nos setores de transportes e exportação de carnes e grãos. No plano político, a crescente repressão a setores democráticos e a exclusão do radicalismo provocaram tensões sociais e a formação de núcleos opositores, inclusive no interior das Forças Armadas. 

### Neutralidade na Segunda Guerra Mundial
Com o início da Segunda Guerra Mundial, a Argentina manteve uma posição de neutralidade, sustentada por quase todos os partidos e pelos setores militares, tanto por razões econômicas quanto estratégicas. Essa posição contrariava os interesses dos Estados Unidos, que desejavam a adesão de todos os países latino-americanos aos Aliados. A Grã-Bretanha, por outro lado, apoiava a neutralidade argentina, pois dependia do fornecimento de alimentos e matérias-primas do país.
Em 1942, após o ataque japonês a Pearl Harbor, os EUA intensificaram a pressão diplomática sobre os governos latino-americanos. No entanto, a Argentina manteve sua posição, provocando atritos diplomáticos e aumentando o isolamento internacional do país.

### Crescimento industrial e mudanças sociais
Durante os primeiros anos da década de 1940, a Argentina passou por uma profunda transformação econômica e social. A indústria cresceu rapidamente, especialmente nos setores têxtil, químico e metalúrgico. O número de operários aumentou em 38% entre 1941 e 1946, e a migração interna transformou a composição demográfica das cidades, sobretudo Buenos Aires. Trabalhadores rurais e provenientes do interior do país passaram a compor uma nova classe operária urbana.
Essas mudanças impactaram as estruturas políticas e sociais existentes, com a emergência de novas demandas trabalhistas e de representação sindical, que não encontravam espaço nos partidos tradicionais.

## O golpe de 4 de junho de 1943

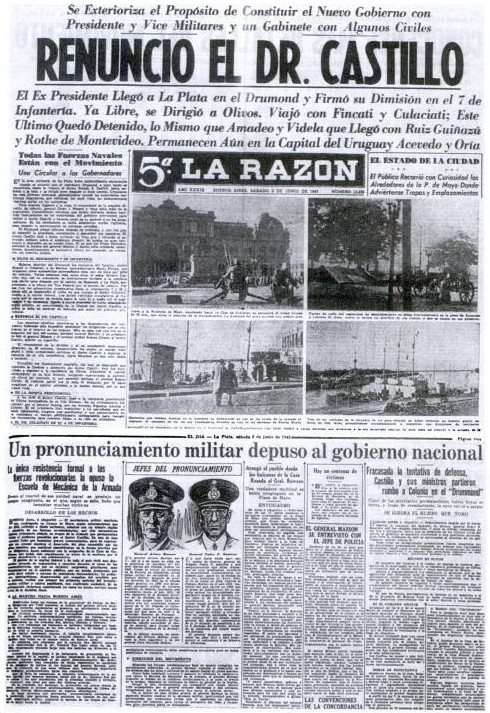
Jornal anunciando o golpe.

O golpe de Estado ocorreu em 4 de junho de 1943, quando cerca de 8 mil soldados do Exército Argentino partiram do quartel de Campo de Mayo em direção à cidade de Buenos Aires, liderados pelos generais Arturo Rawson e Pedro Pablo Ramírez, além de outros oficiais como Elbio Anaya, Fortunato Giovannoni e Tomás A. Ducó. A ação foi desencadeada após o presidente Ramón Castillo exigir a renúncia de Ramírez do Ministério da Guerra, sob suspeita de conluio com setores opositores. O movimento contou com forte apoio das bases militares, mas foi realizado de maneira relativamente improvisada, sem articulação ampla com setores civis.
A única resistência significativa partiu da Marinha Argentina, que tentou conter o avanço do Exército nas imediações da Escola de Mecânicos da Armada no bairro de Núñez, resultando em cerca de 30 mortos e 100 feridos.  Após a rendição das forças leais ao governo, Castillo abandonou a Casa Rosada e tentou fugir para o Uruguai. O golpe consolidou-se sem maiores combates e foi bem-recebido por boa parte da elite política e empresarial, além de contar com aprovação inicial dos governos do Reino Unido e dos Estados Unidos.
Rawson assumiu a presidência imediatamente após o golpe, recebido com entusiasmo por setores civis e militares. No entanto, seu governo durou somente dois dias, pois rapidamente surgiram divergências com os líderes do movimento, especialmente por conta da composição do seu gabinete, que incluía nomes vinculados ao regime deposto e a setores conservadores. Ao apresentar seus ministros, entre eles José María Rosa e Horacio Calderón, Rawson enfrentou forte oposição de outros comandantes militares, que exigiram sua renúncia imediata. Sua insistência em manter tais nomeações provocou sua deposição em 6 de junho. Em seu lugar, assumiu Ramírez, que passou a chefiar o novo governo de facto.

## Grupo de Oficiais Unidos (GOU)
O Grupo de Oficiais Unidos (GOU), fundado em março de 1943, foi uma organização secreta de oficiais nacionalistas e anticomunistas, entre os quais se destacavam coronéis e tenentes-coronéis de classe média. O GOU buscava combater a corrupção do regime anterior, preservar a neutralidade na guerra e fortalecer a indústria nacional. Juan Domingo Perón era um de seus integrantes.
O GOU desempenhou papel importante na formação do novo governo e nas articulações que levaram Perón a assumir postos estratégicos na administração.

## Governo de Pedro Pablo Ramírez
Após assumir a presidência, Ramírez adotou uma série de medidas autoritárias: dissolveu o Congresso, interveio nas universidades e reprimiu sindicatos e partidos políticos. Líderes comunistas foram presos, associações pró-aliadas foram dissolvidas e diversos sindicatos foram colocados sob intervenção estatal.
Apesar disso, o governo também tomou medidas populares, como o congelamento de aluguéis rurais e a criação de uma comissão para investigar casos de corrupção, como o escândalo da empresa CHADE. No campo externo, a neutralidade foi mantida, mas a pressão dos Estados Unidos cresceu, especialmente após a divulgação de uma carta do chanceler Segundo Storni a Cordell Hull, sugerindo um possível rompimento com o Eixo. 
A divulgação da carta, feita unilateralmente pelos Estados Unidos, gerou reação contrária e levou à renúncia de Storni, substituído por Alberto Gilbert, ligado ao setor nacionalista.

### Ascensão de Perón
Em outubro de 1943, Perón foi nomeado chefe do Departamento Nacional do Trabalho, um órgão até então irrelevante. Estabeleceu alianças com líderes sindicais socialistas e sindicalistas revolucionários, promovendo avanços históricos nas relações de trabalho: reconhecimento de convenções coletivas, criação de tribunais do trabalho, regulamentação de aposentadorias e concessão de bônus de fim de ano.
Com apoio de Domingo Mercante, Perón ganhou destaque político sendo promovido à chefia da nova Secretaria de Trabalho e Previdência, que passou a ter posição ministerial. Sua atuação atraiu o apoio crescente dos trabalhadores urbanos e consolidou a aliança entre parte dos militares e o movimento sindical.

### Governo de Edelmiro Farrell
Em fevereiro de 1944, Ramírez foi afastado após romper relações diplomáticas com o Eixo. O general Edelmiro Julián Farrell assumiu a presidência, e Perón foi promovido a vice-presidente, mantendo os cargos de secretário do Trabalho e ministro da Guerra.
O governo Farrell-Perón deu continuidade à política trabalhista e à industrialização. Foram criadas instituições como o Banco de Crédito Industrial, foram nacionalizadas empresas estratégicas, incentivada a indústria bélica e promovida a integração de trabalhadores no novo projeto nacional.
Em 1944 e 1945, os Estados Unidos intensificaram o isolamento da Argentina, congelando ativos, impondo sanções e pressionando a Grã-Bretanha a romper relações diplomáticas. A política de Perón, porém, manteve amplo apoio popular, especialmente entre os trabalhadores.

### Polarização política e social
Em 1945, a sociedade argentina se polarizou entre peronistas e antiperonistas. A oposição, liderada pelo embaixador americano Spruille Braden, articulou uma frente ampla, a União Democrática, que reunia partidos como o União Cívica Radical, socialistas, democratas progressistas e comunistas.
No campo governista, os trabalhadores se organizaram em torno do Partido Trabalhista, da União Cívica Radical Junta Renovadora e do Partido Independente, formando a base política de Perón.

### 17 de outubro de 1945
Após ser preso em 12 de outubro por pressão militar e civil, Perón foi libertado cinco dias depois por força de uma gigantesca mobilização operária, que ocupou a Praça de Maio e exigiu seu retorno ao poder. O episódio ficou conhecido como Dia da Lealdade, e simbolizou a entrada definitiva da classe trabalhadora na arena política argentina.

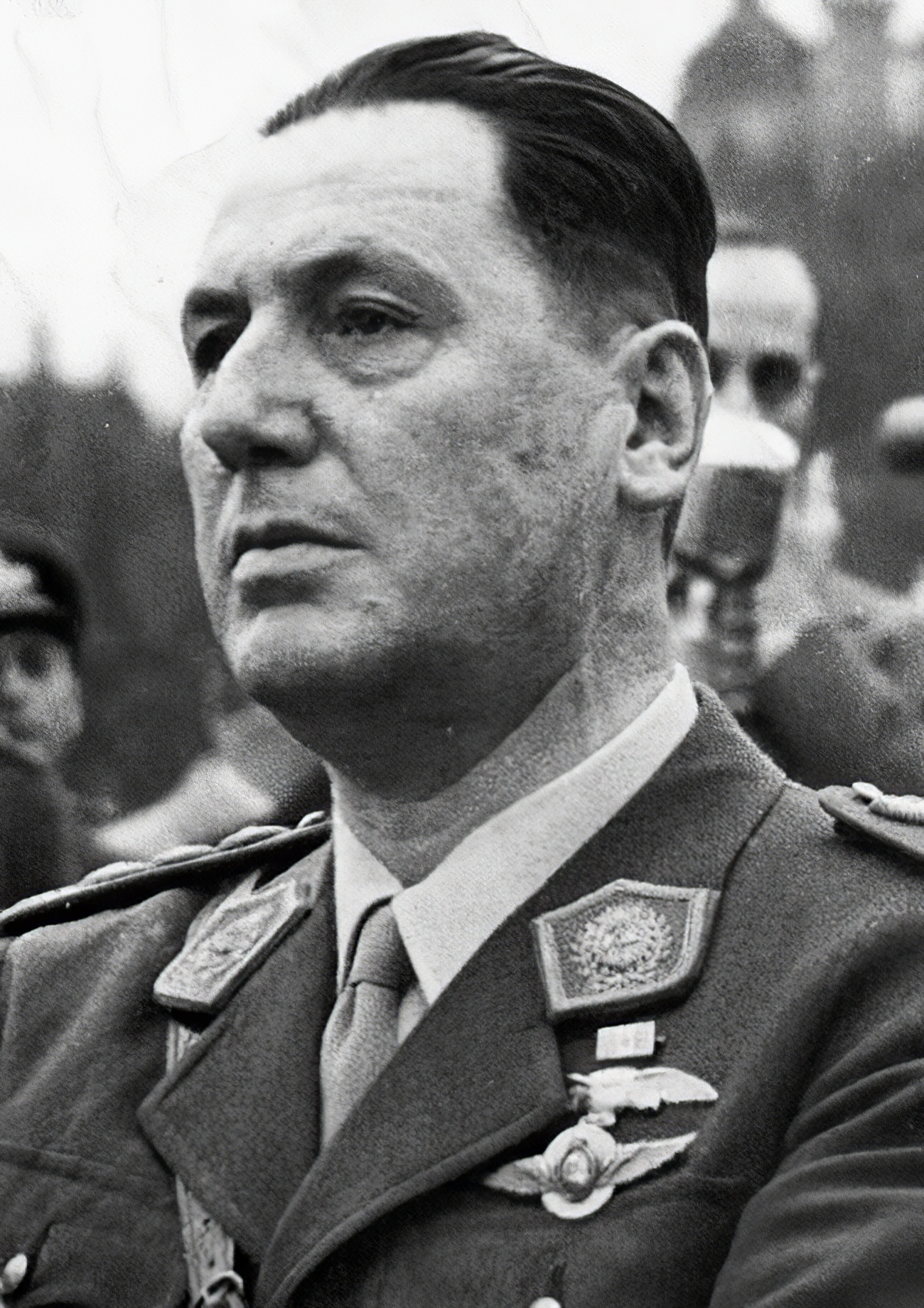
Foto de Juan Perón em 1946

## Eleições de 1946
Nas eleições de 24 de fevereiro de 1946, Perón foi eleito presidente com 55% dos votos, derrotando a chapa José Tamborini-Enrique Mosca. A campanha foi marcada pelo confronto entre "Braden ou Perón", que sintetizou a polarização entre nacionalismo social e liberalismo pró-americano.
A vitória de Perón representou a consolidação de um novo modelo político, social e econômico na Argentina, com base na industrialização, valorização do trabalho e soberania nacional.